# مرتضی مطیعی
مرتضی مطیعی (زاده ۱ دی ۱۳۴۳ در سمنان)، نماینده ولی فقیه در استان سمنان و امام جمعه سمنان است. وی سابقه ریاست شورای ائتلاف نیروهای انقلاب اسلامی در استان سمنان،مدیریت حوزه علمیه صادقیه سمنانو تدریس در حوزه و دانشگاه را در کارنامه خود دارد و با بیش از ۴۱ ماه حضور در جنگ ایران و عراق، دارای ۵۵ درصد جانبازی است.